# Rodolfo Otero
Rodolfo Otero es un escritor y abogado argentino.

## Comienzos
Rodolfo Otero nació el 21 de diciembre de 1949 en Buenos Aires, donde sigue viviendo
El mayor de tres hermanos, cursó la primaria y la secundaria en el Colegio del Salvador, salvo intervalos en Villa Mercedes, y en Montevideo. Es abogado, pero dejó la profesión para dedicarse a sus tres pasiones: la literatura, el cine y la docencia. Realizó cursos sobre tecnología educativa y diseño institucional.
A los 12 años recibió los primeros alientos para ser escritor de parte de sus profesores de literatura publicando en 1983 su primer libro Milla Loncó que fue la versión extendida de un borrador escrito por el en su adolescencia.

## Carrera
Tiene publicadas las novelas Milla Loncó (Premio Robin Hood 1983), La Travesía (Accésit al Premio Lazarillo 1983), El Verano del Potro, El Secreto del Torreón Negro, Una de Dos, Un Viaje Muy Espacial, El Camino de Santa Fe, La Estrella Peregrina, que fue traducida al italiano e incluida en la lista “White Ravens” de los mejores libros infantiles internacionales de 1999, El Secreto de los Elefantes, Los Paleolocos y El Signo del Sol. Su cuento El Color que Faltaba apareció en el libro Piolín de Barrilete, de varios autores. 
Ganó dos concursos de guiones con las versiones originales de La Travesía y El Verano del Potro, que fue llevado al cine con Héctor Alterio y China Zorrilla
Ha dirigido cortometrajes y videos educativos, y organizó talleres de cine en varias escuelas primarias y colegios secundarios. Fue jurado en festivales internacionales de cine para chicos. 
Actualmente está a cargo de cátedras de guion en la Universidad del Cine y la Universidad de Belgrano; historia del cine de animación en la Universidad del Cine; e historia del cine en la Escuela Profesional de Cinematografía de Eliseo Subiela; y conduce un curso-taller de historia del cine en el Colegio Nacional de Buenos Aires.
Asimismo, visita escuelas en compañía de representantes de sus editoriales (Estrada y Selim) y está en proceso de publicación su nueva novela "El club de los lectores descalzos" (sin editorial definida).`